# كلاريسا ستادلر
كلاريسا ستادلر (من مواليد 1966) صحفية ومُحاورة وكاتبة نمساوية.

## الحياة والمهنة

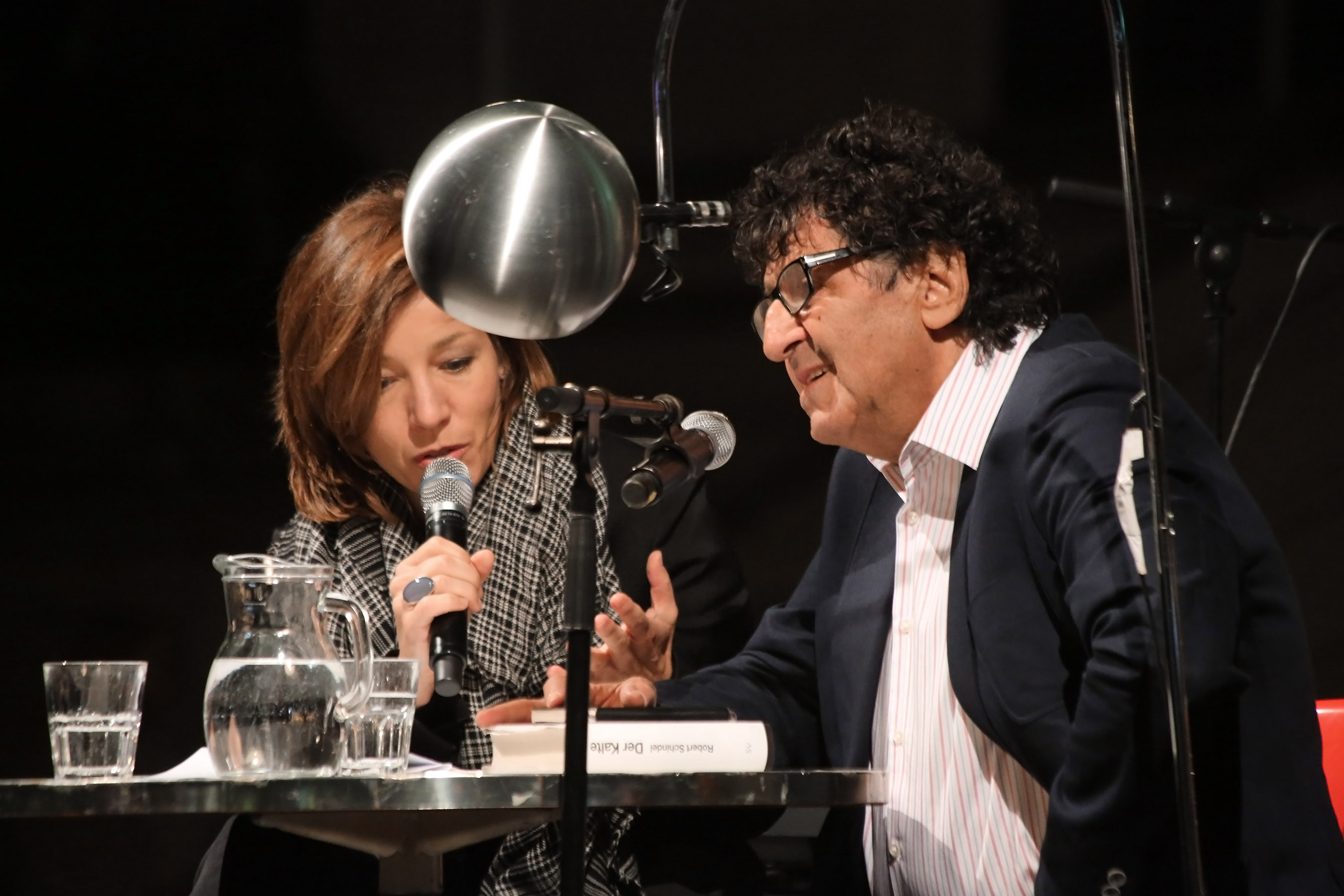
ستادلر (يسار) مع روبرت شيندل في o-töne في عام 2013

وُلدت كلاريسا شتادلر عام 1966 في فيينا بالنمسا ونشأت في النمسا وألمانيا وبلجيكا ودرست العلوم التجارية.  كتبت منذ عام 1990 نصوصًا ومقالات في دير ستاندرد وصحيفة فالتر الأسبوعية وكذلك لوسائل الإعلام المحلية والأجنبية الأخرى. بدأت حياتها المهنية في قناة ORF في الاستوديو الإقليمي في سالزبورغ وعملت لاحقًا في قسم التحرير في البرنامج الإذاعي Ö3 Die Musicbox. ثم أجرت تدريبًا تلفزيونيًا في هيئة الإذاعة الثقافية الفرنسية الألمانية ”آرتي“.
عمل ستادلر في قسم الثقافة في تلفزيون ORF منذ مارس 1997، بما في ذلك تقديم البرامج الثقافية في Zeit im Bild من مارس 1999 إلى أبريل 2007 وفي عام 2003 تقديم البرنامج الثقافي karls.platz .
في عام 2000 تزوجت كلاريسا ستادلر من الصحفي التلفزيوني روبرت هوشنر ، الذي توفي في 12 يونيو 2001.
في عام 2005 قامت بأول تجربة كتابية لها من خلال روايتها N. Eine kleine Utopie ( N. A little Utopia ). من عام 2009 إلى عام 2012 أدارت جائزة إنجبورج باخمان ؛ ومنذ عام 2010 قدمت هذا الحدث في كلاغنفورت في 3sat . 
منذ فبراير 2021، كانت تقدم برنامج Kulturmontag بالتناوب مع بيتر شنيبرجر . 

## الجوائز
- الصحفي دي جاهريس ( صحفي العام ) في فئة الثقافة ( الثقافة ) [3]